# Promozione Friuli-Venezia Giulia 1989-1990
Nella stagione 1989-1990 la Promozione era il sesto livello del calcio italiano (il massimo livello regionale). Qui vi sono le statistiche relative al campionato in Friuli-Venezia Giulia.
Il campionato è strutturato in vari gironi all'italiana su base regionale, gestiti dai Comitati Regionali di competenza. Promozioni alla categoria superiore e retrocessioni in quella inferiore non erano sempre omogenee; erano quantificate all'inizio del campionato dal Comitato Regionale secondo le direttive stabilite dalla Lega Nazionale Dilettanti, ma flessibili, in relazione al numero delle società retrocesse dal Campionato Interregionale e perciò, a seconda delle varie situazioni regionali, la fine del campionato poteva avere degli spareggi sia di promozione che di retrocessione.

## Squadre partecipanti
| Squadra                | Città (provincia)                | Stagione 1988-1989                                            |
| ---------------------- | -------------------------------- | ------------------------------------------------------------- |
| A.P. Bujese            | Buia (UD)                        | 13º in Promozione                                             |
| Cormonese Calcio       | Cormons (GO)                     | 7º in Promozione                                              |
| A.S. Cussignacco       | Udine                            | 9º in Promozione                                              |
| U.S. Gradese           | Grado (GO)                       | 2º in Prima Categoria, gir. B. Promosso                       |
| U.S. Itala San Marco   | Gradisca d'Isonzo (GO)           | 6º in Promozione                                              |
| S.A.S. Juniors         | Casarsa della Delizia (PN)       | 8º in Promozione                                              |
| A.S. Lucinico          | Lucinico di Gorizia              | 10º in Promozione                                             |
| A.S. Maniago           | Maniago (PN)                     | 12º in Promozione                                             |
| U.S. Manzanese         | Manzano (UD)                     | 4º in Promozione                                              |
| A.C. Palmanova         | Palmanova (UD)                   | 1º in Prima Categoria, gir. B. Promosso                       |
| U.S. Pasianese Passons | Pasian di Prato (UD)             | 16º in Interregionale, gir. D. Retrocessa.                    |
| A.S. Ronchi Calcio     | Ronchi dei Legionari (GO)        | 5º in Prima Categoria, gir. B. Ripescato per meriti sportivi. |
| S.S. San Giovanni      | Trieste                          | 3º in Promozione                                              |
| A.S. Sevegliano        | Sevegliano di Bagnaria Arsa (UD) | 11º in Promozione                                             |
| U.S. Serenissima       | Pradamano (UD)                   | 1º in Prima Categoria, gir. A. Promosso                       |
| A.C. Trivignano        | Trivignano Udinese (UD)          | 5º in Promozione                                              |

## Classifica finale
|  | Pos. | Squadra               | Pt | G  | V  | N  | P  | GF | GS | DR  |
|  | ---- | --------------------- | -- | -- | -- | -- | -- | -- | -- | --- |
|  | 1.   | Sevegliano            | 38 | 30 | 14 | 10 | 6  | 32 | 21 | +11 |
|  | 2.   | Palmanova             | 37 | 30 | 12 | 13 | 5  | 30 | 17 | +13 |
|  | 3.   | Ronchi                | 35 | 30 | 13 | 9  | 8  | 34 | 33 | +1  |
|  | 4.   | Itala San Marco       | 33 | 30 | 11 | 11 | 8  | 28 | 20 | +8  |
|  | 5.   | Manzanese             | 33 | 30 | 12 | 9  | 9  | 36 | 25 | +11 |
|  | 6.   | Gradese               | 33 | 30 | 10 | 13 | 7  | 36 | 27 | +9  |
|  | 7.   | Pasianese Passons     | 33 | 30 | 10 | 13 | 7  | 22 | 16 | +6  |
|  | 8.   | Serenissima Pradamano | 30 | 30 | 8  | 14 | 8  | 26 | 23 | +3  |
|  | 9.   | Lucinico              | 29 | 30 | 8  | 13 | 9  | 21 | 22 | -1  |
|  | 10.  | Maniago               | 28 | 30 | 9  | 10 | 11 | 20 | 25 | -5  |
|  | 11.  | Cussignacco           | 28 | 30 | 5  | 18 | 7  | 19 | 23 | -4  |
|  | 12.  | Cormonese             | 28 | 30 | 8  | 12 | 10 | 19 | 25 | -6  |
|  | 13.  | San Giovanni Trieste  | 27 | 30 | 7  | 13 | 10 | 32 | 43 | -11 |
|  | 14.  | Juniors Casarsa       | 27 | 30 | 7  | 13 | 10 | 16 | 17 | -1  |
|  | 15.  | Bujese                | 25 | 30 | 9  | 7  | 16 | 17 | 29 | -12 |
|  | 16.  | Trivignano            | 16 | 30 | 4  | 8  | 18 | 11 | 33 | -22 |

- Il S.S. San Giovanni di Trieste è promosso per ripescaggio.
- Scontri diretti fra squadre a pari punti:
  - Itala S.Marco 8 punti, Manzanese 6, Gradese 5 (reti 5-6), Pas.Passons 5 (1-4)
  - Maniago 5 punti, Cussignacco 4, Cormonese 3

## Spareggio salvezza
| Arbitro: | Prescer (Mestre) |

|  |                      |  |
|  | Tiri di rigore 5 – 4 |  |

## Calendario
| andata     | 1ª giornata             | ritorno    |
| 17.09.1989 |                         | 14.01.1990 |
| 2-0        | Bujese - S.Giovanni     | 1-1        |
| 0-0        | Serenissima - Cormonese | 1-1        |
| 1-1        | Palmanova - Lucinico    | 1-2        |
| 2-0        | Maniago - Sevegliano    | 0-3        |
| 1-1        | Gradese - Itala S.M.    | 0-1        |
| 1-1        | Trivignano - Ronchi     | 0-1        |
| 0-1        | Manzanese - Pas.Passons | 0-0        |
| 0-0        | Juniors - Cussignacco   | 0-0        |

| andata     | 4ª giornata              | ritorno    |
| 08.10.1989 |                          | 04.02.1990 |
| 1-0        | Ronchi - Pas.Passons     | 1-0        |
| 1-1        | Itala S.M. - Cussignacco | 2-0        |
| 0-0        | Sevegliano - Manzanese   | 4-1        |
| 1-0        | Lucinico - Trivignano    | 1-1        |
| 0-1        | Cormonese - Gradese      | 0-0        |
| 1-2        | S.Giovanni - Maniago     | 0-2        |
| 0-0        | Bujese - Palmanova       | 0-1        |
| 0-0        | Serenissima - Juniors    | 0-1        |

| andata     | 7ª giornata             | ritorno    |
| 29.10.1989 |                         | 25.02.1990 |
| 0-1        | Maniago - Palmanova     | 0-1        |
| 1-2        | Gradese - Serenissima   | 1-1        |
| 0-1        | Trivignano - Bujese     | 0-1        |
| 6-1        | Manzanese - S.Giovanni  | 0-0        |
| 1-1        | Cussignacco - Cormonese | 0-0        |
| 1-1        | Pas.Passons - Lucinico  | 0-0        |
| 1-1        | Ronchi - Sevegliano     | 0-0        |
| 1-0        | Juniors - Itala S.M.    | 0-0        |

| andata     | 10ª giornata              | ritorno    |
| 19.11.1989 |                           | 18.03.1990 |
| 0-1        | Lucinico - Sevegliano     | 0-1        |
| 1-1        | Cormonese - Itala S.M.    | 1-0        |
| 1-2        | S.Giovanni - Ronchi       | 1-1        |
| 0-1        | Bujese - Pas.Passons      | 0-4        |
| 1-2        | Serenissima - Cussignacco | 0-0        |
| 1-0        | Palmanova - Manzanese     | 0-0        |
| 2-0        | Maniago - Trivignano      | 0-0        |
| 1-0        | Gradese - Juniors         | 1-0        |

| andata     | 13ª giornata             | ritorno    |
| 10.12.1989 |                          | 22.04.1990 |
| 2-0        | Manzanese - Trivignano   | 1-1        |
| 1-1        | Cussignacco - Gradese    | 1-1        |
| 1-1        | Pas.Passons - Maniago    | 2-0        |
| 0-0        | Ronchi - Palmanova       | 1-0        |
| 1-1        | Itala S.M. - Serenissima | 1-2        |
| 0-0        | Sevegliano - Bujese      | 2-2        |
| 0-1        | Lucinico - S.Giovanni    | 1-2        |
| 2-0        | Juniors - Cormonese      | 0-1        |

| andata     | 2ª giornata               | ritorno    |
| 24.09.1989 |                           | 21.01.1990 |
| 0-0        | Pas.Passons - Cussignacco | 0-1        |
| 2-1        | Ronchi - Manzanese        | 0-3        |
| 2-0        | Itala S.M. - Trivignano   | 2-0        |
| 2-1        | Sevegliano - Gradese      | 0-2        |
| 1-1        | Lucinico - Maniago        | 1-2        |
| 0-2        | Cormonese - Palmanova     | 0-3        |
| 1-0        | S.Giovanni - Serenissima  | 2-2        |
| 0-1        | Bujese - Juniors          | 0-1        |

| andata     | 5ª giornata              | ritorno    |
| 15.10.1989 |                          | 11.02.1990 |
| 0-0        | Palmanova - Serenissima  | 2-1        |
| 1-0        | Maniago - Bujese         | 0-0        |
| 2-2        | Gradese - S.Giovanni     | 1-3        |
| 0-2        | Trivignano - Cormonese   | 1-0        |
| 2-0        | Manzanese - Lucinico     | 0-1        |
| 0-1        | Cussignacco - Sevegliano | 0-1        |
| 0-1        | Pas.Passons - Itala S.M. | 0-0        |
| 0-0        | Juniors - Ronchi         | 0-1        |

| andata     | 8ª giornata              | ritorno    |
| 05.11.1989 |                          | 04.03.1990 |
| 1-0        | Sevegliano - Itala S.M.  | 0-0        |
| 1-1        | Lucinico - Ronchi        | 4-2        |
| 1-1        | Cormonese - Pas.Passons  | 1-2        |
| 1-1        | S.Giovanni - Cussignacco | 1-1        |
| 0-1        | Bujese - Manzanese       | 2-0        |
| 0-1        | Serenissima - Trivignano | 3-0        |
| 0-0        | Palmanova - Gradese      | 0-0        |
| 1-1        | Maniago - Juniors        | 1-0        |

| andata     | 11ª giornata              | ritorno    |
| 26.11.1989 |                           | 25.03.1990 |
| 1-1        | Trivignano - Gradese      | 0-1        |
| 2-1        | Manzanese - Maniago       | 1-0        |
| 0-1        | Cussignacco - Palmanova   | 1-1        |
| 1-0        | Pas.Passons - Serenissima | 0-0        |
| 4-0        | Ronchi - Bujese           | 1-0        |
| 3-1        | Itala S.M. - S.Giovanni   | 1-0        |
| 0-1        | Sevegliano - Cormonese    | 1-0        |
| 0-1        | Juniors - Lucinico        | 1-2        |

| andata     | 14ª giornata             | ritorno    |
| 17.12.1989 |                          | 29.04.1990 |
| 2-2        | Cussignacco - Manzanese  | 1-2        |
| 2-0        | Pas.Passons - Trivignano | 1-0        |
| 3-2        | Ronchi - Gradese         | 0-4        |
| 0-0        | Itala S.M. - Maniago     | 2-0        |
| 1-3        | Sevegliano - Palmanova   | 1-0        |
| 0-0        | Lucinico - Serenissima   | 0-0        |
| 1-0        | Cormonese - Bujese       | 0-2        |
| 4-0        | Juniors - S.Giovanni     | 1-1        |

| andata     | 3ª giornata             | ritorno    |
| 01.10.1989 |                         | 28.01.1990 |
| 2-0        | Serenissima - Bujese    | 1-0        |
| 3-1        | Palmanova - S.Giovanni  | 2-4        |
| 1-0        | Maniago - Cormonese     | 0-0        |
| 2-0        | Gradese - Lucinico      | 1-1        |
| 0-1        | Trivignano - Sevegliano | 2-1        |
| 2-1        | Manzanese - Itala S.M.  | 0-1        |
| 2-0        | Cussignacco - Ronchi    | 1-0        |
| 0-0        | Juniors - Pas.Passons   | 0-3        |

| andata     | 6ª giornata              | ritorno    |
| 22.10.1989 |                          | 18.02.1990 |
| 2-4        | Itala S.M. - Ronchi      | 1-0        |
| 2-0        | Sevegliano - Pas.Passons | 1-1        |
| 2-0        | Lucinico - Cussignacco   | 0-0        |
| 0-2        | Cormonese - Manzanese    | 2-1        |
| 2-1        | S.Giovanni - Trivignano  | 0-0        |
| 3-1        | Bujese - Gradese         | 0-4        |
| 3-0        | Serenissima - Maniago    | 0-1        |
| 1-1        | Palmanova - Juniors      | 0-0        |

| andata     | 9ª giornata              | ritorno    |
| 12.11.1989 |                          | 11.03.1990 |
| 1-0        | Gradese - Maniago        | 1-1        |
| 0-0        | Trivignano - Palmanova   | 0-2        |
| 1-1        | Manzanese - Serenissima  | 0-1        |
| 0-0        | Cussignacco - Bujese     | 0-0        |
| 0-0        | Pas.Passons - S.Giovanni | 0-0        |
| 2-2        | Ronchi - Cormonese       | 1-2        |
| 0-0        | Itala S.M. - Lucinico    | 0-1        |
| 0-1        | Juniors - Sevegliano     | 0-0        |

| andata     | 12ª giornata            | ritorno    |
| 03.12.1989 |                         | 01.04.1990 |
| 0-0        | Cormonese - Lucinico    | 0-0        |
| 2-2        | S.Giovanni - Sevegliano | 3-0        |
| 1-0        | Bujese - Itala S.M.     | 0-2        |
| 2-0        | Serenissima - Ronchi    | 2-2        |
| 2-0        | Palmanova - Pas.Passons | 0-1        |
| 1-1        | Maniago - Cussignacco   | 1-1        |
| 0-0        | Gradese - Manzanese     | 1-4        |
| 0-1        | Trivignano - Juniors    | 0-0        |

| andata     | 15ª giornata             | ritorno    |
| 07.01.1990 |                          | 06.05.1990 |
| 0-0        | S.Giovanni - Cormonese   | 0-2        |
| 1-0        | Bujese - Lucinico        | 1-0        |
| 0-0        | Serenissima - Sevegliano | 0-4        |
| 1-1        | Palmanova - Itala S.M.   | 1-1        |
| 0-1        | Maniago - Ronchi         | 0-1        |
| 3-0        | Gradese - Pas.Passons    | 0-0        |
| 2-0        | Trivignano - Cussignacco | 0-1        |
| 0-0        | Manzanese - Juniors      | 2-1        |

## Coppa Italia Dilettanti
| Squadra 1                                                                                             | Totale          | Squadra 2                       | Andata | Ritorno |
| --- | --------------- | ------------------------------- | ------ | ------- |
| PRIMO TURNO 27 agosto e 3 settembre 1989                                                              |                 |                                 |        |         |
| Maniago                                                                                               | 4 - 2           | Bujese                          | 2 - 1  | 2 - 1   |
| Juniors Casarsa                                                                                       | 1 - 0           | Ronchi                          | 0 - 0  | 1 - 0   |
| Pasianese Passons                                                                                     | 1 - 2           | Cussignacco                     | 0 - 1  | 1 - 1   |
| Manzanese                                                                                             | 2 - 2 (3-2 dcr) | Serenissima Pradamano           | 2 - 0  | 0 - 2   |
| Trivignano                                                                                            | 1 - 1 (4-3 dcr) | Palmanova                       | 1 - 0  | 0 - 1   |
| Gradese                                                                                               | 4 - 3           | Sevegliano                      | 2 - 1  | 2 - 2   |
| Lucinico                                                                                              | 2 - 0           | Cormonese                       | 1 - 0  | 1 - 0   |
| Itala San Marco                                                                                       | 1 - 5           | San Giovanni Trieste            | 1 - 1  | 0 - 4   |
| SECONDO TURNO 10 e 20 settembre 1989                                                                  |                 |                                 |        |         |
| Juniors Casarsa                                                                                       | 1 - 2           | Maniago                         | 1 - 1  | 0 - 1   |
| Trivignano                                                                                            | 4 - 2           | Cussignacco                     | 0 - 1  | 4 - 1   |
| Lucinico                                                                                              | 1 - 2           | Manzanese                       | 1 - 1  | 0 - 1   |
| Gradese                                                                                               | 4 - 1           | San Giovanni Trieste            | 2 - 0  | 2 - 1   |
| Col terzo turno le 4 squadre superstiti si incrociano con le squadre provenienti dalle altre regioni. |                 |                                 |        |         |
| TERZO TURNO 1º novembre e 7 dicembre 1989                                                             |                 |                                 |        |         |
| Maniago                                                                                               | 3 - 3 (5-6 dcr) | Bessica (Veneto/B)              | 1 - 2  | 2 - 1   |
| (Veneto/C) Jesolo                                                                                     | 1 - 0           | Trivignano                      | 1 - 0  | 0 - 0   |
| (Veneto/C) Meolo                                                                                      | 2 - 6           | Manzanese                       | 1 - 1  | 1 - 5   |
| (Veneto/B) Resana                                                                                     | 4 - 4 (5-6 dcr) | Gradese                         | 2 - 2  | 2 - 2   |
| QUARTO TURNO 20 dicembre 1989 e 3 gennaio 1990                                                        |                 |                                 |        |         |
| Manzanese                                                                                             | 1 - 7           | San Paolo d'Argon (Lombardia/D) | 1 - 2  | 0 - 5   |
| (Veneto/B) Bessica                                                                                    | 1 - 2           | Gradese                         | 0 - 2  | 1 - 0   |
| QUINTO TURNO 14 e 28 febbraio 1990                                                                    |                 |                                 |        |         |
| (Lombardia/C) Albinese                                                                                | 7 - 1           | Gradese                         | 3 - 1  | 4 - 0   |